# 安氏果蝠
安氏果蝠属（學名：Plerotes），哺乳綱、翼手目、狐蝠科安氏果蝠屬下的單種屬。

## 下属物种
- 安氏果蝠 (安奇塔果蝠) - Plerotes anchietae Seabra, 1900